# Старий Ургаш
Старий Урга́ш (рос. Старый Ургаш, марій. Тошто Ургаш) — присілок у складі Совєтського району Марій Ел, Росія. Входить до складу Вятського сільського поселення.
Стара назва — Старий Ургакш.

## Населення
Населення — 86 осіб (2010; 87 у 2002).
Національний склад (станом на 2002 рік):
- марі — 45 %
- росіяни — 43 %